# Gee (singel Girls’ Generation)
„Gee” – piąty singel południowokoreańskiej grupy Girls’ Generation, wydany 5 stycznia 2009 roku. Utwór promował pierwszy minialbum zespołu – Gee.
Słowa piosenki zostały napisane przez Ahn Myung-won i Kim Young-deuk (E-Tribe). „Gee” to przede wszystkim piosenka z gatunku bubblegum pop i electropop z elementami hip-hopu oraz techno, opowiada o uczuciach zakochanej dziewczyny. Singel odniósł sukces w Korei Południowej, przez dziewięć tygodni utrzymał się na pierwszym miejscu w programie Music Bank, a także przez trzy tygodnie w programie Inkigayo. Był to najlepiej sprzedający się singel 2009 roku w Korei Południowej.

## Tło i wydanie
„Gee” to utwór w szybkim tempie, opowiada o dziewczynie, która zakochała się po raz pierwszy. Tytuł jest okrzykiem zaskoczenia, podobnym do „Ach” (kor. 어머나 eomeona). 7 stycznia został opublikowany teledysk. Girls’ Generation miały swoje pierwsze działania kampanii promocyjnej piosenki w programie muzycznym Music Core 10 stycznia. „Gee” stał się hitem osiągając dziewięć kolejnych wygranych w programie Music Bank, osiem kolejnych zwycięstw na liście Mnet ustanawiając rekord w owym czasie. Utwór został nazwany „piosenką dekady” południowokoreański portal muzyczny MelOn, a także został wybrany najpopularniejszą piosenką roku 2009 w programie Music Bank. Piosenka również zdobyła kilka ważnych nagród takich jak: „Digital Daesang” oraz „Digital Bonsang” podczas Golden Disk Awards w 2009 r., „Daesang” i „Digital Music” podczas 19. ceremonii wręczenia Seoul Music Awards i nagrodę „Piosenka Roku” podczas 7. ceremonii wręczenia Korean Music Awards.

## Lista utworów
| Nr | Tytuł | Słowa   | Kompozycja | Aranżacja | Czas |
| -- | ----- | ------- | ---------- | --------- | ---- |
| 1. | „Gee” | E-Tribe | E-Tribe    | E-Tribe   | 3:20 |

## Singel japoński
Utwór został nagrany ponownie w języku japońskim i wydany 20 października 2010 roku jako drugi japoński singel. Osiągnął 2 pozycję w rankingu Oricon Singles Chart i pozostał na liście przez 47 tygodni, sprzedał się w nakładzie 206 346 egzemplarzy w Japonii oraz 10 518 egzemplarzy w Korei (rok 2011). Singel ukazał się w dwóch wersjach: regularnej oraz limitowanej.

### Lista utworów
| Nr | Tytuł                      | Słowa           | Kompozycja | Aranżacja | Czas |
| -- | -------------------------- | --------------- | ---------- | --------- | ---- |
| 1. | „Gee” (Japanese ver.)      | Kanata Nakamura | E-Tribe    | E-Tribe   | 3:23 |
| 2. | „Gee” (Korean ver.)        | E-Tribe         | E-Tribe    | E-Tribe   | 3:23 |
| 3. | „Gee” (without main vocal) |                 | E-Tribe    | E-Tribe   | 3:23 |

## Notowania
Singel japoński
| Lista                                     | Pozycja |
| ----------------------------------------- | ------- |
| Oricon Singles Chart                      | 2       |
| Oricon Singles Chart (rok 2010)           | 49      |
| Billboard Japan Hot 100                   | 2       |
| Billboard Japan Hot 100 (rok 2010)        | 57      |
| Billboard Japan Hot 100 (rok 2011)        | 23      |
| RIAJ Digital Track Chart                  | 1       |
| RIAJ Digital Track Chart (rok 2010)       | 42      |
| Gaon Album Chart (zagraniczne) (rok 2011) | 8       |

## Certyfikaty
| Kategoria certyfikatu        | Certyfikat |
| ---------------------------- | ---------- |
| RIAJ                         | Złoto      |
| RIAJ (digital download)      | Platyna    |
| RIAJ (Chaku-Uta)             | 2× Platyna |
| RIAJ (full-length Chaku-Uta) | Milion     |